# Cylindera arenaria
Cylindera arenaria (Fuesslin, 1775) è un coleottero carabide della sottofamiglia Cicindelinae.

## Descrizione
È un coleottero di dimensioni medio piccole che vanno dai 6 ai 10 mm. Presenta i bordi anteriore e posteriore del pronoto ramato. Le elitre sono corte e presentano disegni sinuosi poco marcati. È in grado di volare.

## Biologia
Si rinviene sulle rive dei corsi d'acqua, sui terreni sabbiosi ma è raro e localizzato. Compare a giugno ed è visibile fino a settembre.

## Distribuzione e habitat
C. arenaria è diffusa in Europa orientale e Europa meridionale.

## Tassonomia
Comprende le seguenti sottospecie:
- Cylindera arenaria arenaria (Fuesslin, 1775)
- Cylindera arenaria nudoscripta (W.Horn, 1915)
- Cylindera arenaria viennensis (Schrank, 1781)